# ネルフェニッヒ航空基地
ネルフェニッヒ航空基地（ドイツ語：Fliegerhorst Nörvenich）は、ドイツ連邦共和国ノルトライン＝ヴェストファーレン州ネルフェニッヒに所在する軍用飛行場。

## 歴史
1952年初頭にイギリス空軍がネルフェニッヒの森に飛行場を建設することが明らかとなる。これに対して周辺の町村は地域委員会を結成して激烈に抗議した。それにもかかわらず連邦政府とノルトライン＝ヴェストファーレン州政府は1952年6月11日に用地をイギリス空軍に提供した。1952年9月2日に50人からなる測量隊が調査を開始する。小規模な基礎準備工事の後の1953年6月15日に、正式に飛行場の建設が始まる。1953年7月1日に黒旗を用いた約700人の抗議団がボンにて建設に抗議した。しかし、1953年7月15日にバイエルンの木樵約70人が開墾作業を始める。
1954年8月にイギリス空軍のジェット機がRAFネルフェニッヒに着陸する。1955年12月に飛行場は連邦国防大臣に引き渡された。1955年12月8日に第1空軍教育中隊の管理所が飛行場内に建設される。この日をもってドイツ連邦空軍（西ドイツ空軍）の始まりであるとされる。数日後に新生空軍最初の兵士13人が到着する。最初の新兵は1956年1月2日にテオドール・ブランク連邦国防大臣に対して宣誓をする。すでに連邦軍では1955年11月12日にはアンダーナッハにて兵役就任宣誓式が執り行なわれていた。1958年1月13日15時50分、ネルフェニッヒ航空基地に初の指揮官であるバルクホフ空軍少佐が搭乗した航空機が着陸する。
公式には、1958年6月20日にフランツ・ヨーゼフ・シュトラウス連邦国防大臣は第31戦闘爆撃航空団にリパブリック F-84戦闘機に供給し就役させる。
1957年4月1日に第10空軍武器学校が開設され、カナダ軍のノースアメリカン F-86 Mk. 5戦闘機が供与された。当初はカナダ軍飛行教官が指導し、将来の戦闘機パイロットの訓練や個人指導簿が作成され、新たな戦闘航空団が編成された。1957年9月にオルデンブルクに移転し、同年11月から飛行任務を開始する。ロッキード F-104戦闘機の導入に備えて1960年1月から第10空軍武器学校第4スターファイター教育飛行隊が稼働する。1961年4月から第31戦闘爆撃航空団を対象とした教育で複座型F-104Fスターファイター戦闘機が稼働する。1962年6月にはアクロバット飛行隊のスターファイター4機が墜落し、パイロット4人全員が死亡した。1964年に全部隊はイェーファー航空基地に集約された。パイロットの教育訓練については、各種初級段階はヨーロッパ空域にて、それ以降の段階はアメリカ合衆国内で実施された。1983年7月に第10空軍武器学校が解散する。残余の人員・資器材は第38戦闘爆撃航空団に編入される。
1959年1月から航空団は北大西洋条約機構空軍の指揮下におかれた最初のドイツ空軍部隊となる。その後、ネルフェニッヒ航空基地には1961年秋からロッキード F-104戦闘機が配備される。この機種については1983年5月に退役した。最初のパナヴィア トーネード IDS攻撃機の配備は1983年7月から始まる。退役まで通算約112,000回出動し、約176,000時間飛行した。またこの間に6人のパイロットが事故で死亡している。最後のトーネード攻撃機は2010年6月に退役する。過去数十年間にわたって実施されてきたカナダ軍グースベイ基地（en:Canadian Forces Base Goose Bay）での国外訓練は合計21回におよぶ。さらにネルフェニッヒ航空基地は約1億ユーロをかけてユーロファイター タイフーン戦闘機の関連施設を整備した。
のちに第31戦闘爆撃航空団は「ベルケ」（en:Oswald_Boelcke）の伝統的名称を得る。
ネルフェニッヒ航空基地ではアメリカ合衆国軍の核兵器が一時的に保管された。アメリカ軍の核兵器と関連投射体系、例えばパーシング中距離弾道ミサイルが格納されていた。1995年に20基の核兵器はラムシュタイン空軍基地に移送された。

## 配置部隊
- 第31戦闘爆撃航空団「ベルケ」分遣隊（空軍）
- アーヘン連邦軍業務センター分所（国防施設管理・環境保護部）